# Richard Cowan (chanteur d'opéra)
Richard Cowan, né le 24 décembre 1957 à Euclid dans l'Ohio et mort le 16 novembre 2015, est un baryton américain.

## Biographie
Il a étudié à l'Université d'État de l'Indiana et a fait ses débuts avec l'Opéra Théâtre de Michigan.
En 1998 il fonde le festival Lyrique en mer à Belle-Île-en-Mer.